# Anton Dieterich
Anton Dieterich (Schwäbisch Gmünd, Alemania, 7 de febrero de 1907-Madrid, España, 4 de agosto de 2002) fue un periodista e hispanista alemán.

## Biografía
Hizo sus primeros estudios en la escuela local Klösterle y en los institutos de Schwäbisch Gmünd y Rottweil. Alumno en las universidades de París, Roma, Berlín y Munich se licenció en Historia del arte, Filología románica y Periodismo, concluyendo sus estudios en 1931 con una tesis sobre Prensa italiana y propaganda en la Guerra mundial 1914-1918 (Italienische Presse und Propaganda im Weltkrieg 1914-1918).
Se inició en el periodismo en el Gmuender Zeitung de su ciudad natal, y en 1933 entró en el Stuttgarter Neues Tagblatt como redactor auxiliar. En 1934 viajó por primera vez a España, donde le sorprendió la Revolución de Asturias, volviendo en 1937 y 1939 como corresponsal de la Guerra Civil Española. Concluida la contienda fratricida, se estableció definitivamente en Madrid como corresponsal de varios periódicos alemanes; se casó en 1940 con la española Genoveva Arenas Carabantes, licenciada en Filosofía y letras, profesora de latín, con la que tuvo tres hijos: Barbara, historiadora del arte; Genoveva, escritora y traductora; y Anton Ernst, traductor.
Durante la Segunda Guerra Mundial fue movilizado a finales de 1944 y enviado al frente, donde cayó prisionero; pasó cinco años en un campo de prisioneros ruso. Liberado, volvió a Madrid en 1951, donde vivió y trabajó hasta su muerte dedicado al periodismo y a la investigación. Como hispanista dejó algunos libros sobre arte, en especial relacionados con la pintura española, el Museo del Prado y la obra de Francisco de Goya.

## Obras
- Von  Altamira zum Alcázar, Kohlhammer Verlag, Stuttgart 1954
- Mit Kamera und Volkswagen in Spanien, Belser, Stuttgart 1955
- Spanien zwischen Cádiz, Córdoba und Valencia, Kohlhammer, Stuttgart 1957
- Könige, Künstler, Toreros. Spanische Anekdoten, Bechtle, Esslingen 1958
- Rundgang durch den Prado, Hirmer, Munich 1969[2]
- Goya, Visionen einer Nacht. Zeichnungen, DuMont, Colonia 1972
- Goya. Dibujos, edición española traducida por Mariuccia Galfetti (1980).[3]
- Zentral-Spanien: Kunst und Kultur in Madrid, El Escorial, Toledo und Aranjuez, Ávila, Segovia, Alcalá de Henares, DuMont, Colonia 1975, 1985. ISBN 3-7701-0812-4
- Miguel de Cervantes, Rowohlt, Reinbek bei Hamburg, 1984
- Velázquez im Prado, Lynkeus, Biberach 1975
- Der Prado in Madrid, DuMont, Colonia 1992.

## Reconocimientos
- 1967 Medalla de Plata al Mérito Turístico, Ministerio de Información y Turismo (España).
- 1984 Bundesverdienstkreuz 1.Klasse, de la República Federal de Alemania, por sus méritos en favor de las relaciones germano-españolas.